# Clișova, Orhei
Clișova este un sat din raionul Orhei, Republica Moldova.

## Administrație și politică
Componența Consiliului local Clișova (9 consilieri), ales la 5 noiembrie 2023, este următoarea:
|  | Partid                           | Consilieri | Componență | Componență | Componență | Componență | Componență | Componență | Componență | Componență | Componență |
|  | -------------------------------- | ---------- | ---------- | ---------- | ---------- | ---------- | ---------- | ---------- | ---------- | ---------- | ---------- |
|  | Partidul Acțiune și Solidaritate | 9          |            |            |            |            |            |            |            |            |            |

## Personalități născute aici
- Gheorghe Anghel (n. 1959), primar al orașului Ștefan-Vodă (2003-2010, 2015-) și deputat în Parlamentul Republicii Moldova (2010-2014);
- Viorel Gherciu (n. 1969), om politic.